# Valda Osborn
Valda Rosemary Osborn (* 17. September 1934 in Hendon, London; † 28. Dezember 2022 in Horsham) war eine britische Eiskunstläuferin, die im Einzellauf startete. Sie war die Europameisterin von 1953 und damit bis heute die letzte Britin, die den Europameistertitel in der Damenkonkurrenz erringen konnte.

## Karriere
Der Schützling der erfolgreichen Schweizer Trainer Arnold und Jacques Gerschwiler aus Richmond nahm erstmals im Jahr 1944 im Alter von 9 Jahren und 263 Tagen an britischen Titelkämpfen teil und gilt damit als jüngste Teilnehmerin in der Geschichte der britischen Eiskunstlauf-Meisterschaften. Ebenso trat Osborn in den Jahren 1947 und 1948 an, im Jahr 1949 zusätzlich an den Europa- und Weltmeisterschaften, wo sie einen neunten beziehungsweise zwölften Platz belegte. In den folgenden Jahren schob sie sich in den Ergebnislisten nach vorne. Bereits 1950 beim Wettkampf um die Richmond Trophy, den britischen Seniorentitel, galt Osborn gemeinsam mit Jeannette Altwegg und Barbara Wyatt als eine der führenden britischen Eiskunstläuferinnen. Ein Jahr später bei den Europameisterschaften, wo sie Platz 4 belegte, wurde die junge Britin mit den vor ihr platzierten Altwegg, der Französin Jacqueline du Bief und Wyatt zu den besten Europäerinnen gezählt.
Im Januar 1952 nahm Osborn gemeinsam mit weiteren internationalen Eislaufstars wie den Australierinnen Gweneth Molony und A. Swan am Schweizerischen Oetzen Cup in Davos teil, belegte bei den Olympischen Winterspielen 1952 in Oslo in Oslo Platz 11 und gewann im März des gleichen Jahres den britischen Meistertitel in Abwesenheit der zurückgetretenen Jeannette Altwegg und einer formschwachen Barbara Wyatt. Den Höhepunkt ihrer Karriere erreichte Osborn erst im Jahr 1953, als sie sich in Dortmund einen „großen Kampf“ um die vakante europäische Eislaufkrone mit der Deutschen Meisterin Gundi Busch lieferte. Nach einem sehr guten Pflichtprogramm stürzte Osborn zwar in der Kür beim doppelten Toeloop, profitierte aber von vier Stürzen Buschs und gewann den Europameister-Titel in der Damenkonkurrenz. Im selben Jahr erreichte die Britin bei den Weltmeisterschaften ihre beste Platzierung und gewann Bronze hinter der US-Amerikanerin Tenley Albright und Gundi Busch.

## Ergebnisse
| Wettbewerb / Jahr         | 1949 | 1950 | 1951 | 1952 | 1953 |
| ------------------------- | ---- | ---- | ---- | ---- | ---- |
| Olympische Winterspiele   |      |      |      | 11.  |      |
| Weltmeisterschaften       | 12.  | 13.  | 9.   | 8.   | 3.   |
| Europameisterschaften     | 9.   |      | 4.   | 5.   | 1.   |
| Britische Meisterschaften |      |      |      | 1.   | 1.   |